# Glen Wood (Rennfahrer, 1925)
Glen Wood (* 18. Juli 1925 in Stuart, Virginia; † 18. Januar 2019 in Patrick County, Virginia) war ein US-amerikanischer Automobilrennfahrer und Teilinhaber des NASCAR-Teams Wood Brothers/JTG Racing.

## Karriere
Seine NASCAR-Karriere begann im Jahre 1953, als Glen Wood einer der Gründer des noch bis heute aktiven Rennteams Wood Brothers Racing war. Seinen ersten NASCAR-Auftritt als Fahrer hatte Wood ebenfalls im Jahre 1953, als er am ersten der beiden Martinsville-Rennen der Saison teilnahm. Dieses Rennen ist noch heute im Rennkalender des Sprint Cup unter dem Namen Goody’s Cool Orange 500. Er beendete das Rennen auf Rang 30, dabei trat er im eigenen Auto an. Dieses Auto war ein Lincoln, was heute viele überraschen wird, den die Wood Brothers wurden wenig später dafür bekannt nur Fords einzusetzen. In 59 seiner 62 Rennen fuhr Glen Wood Ford, seit 1955 setzt sein Team ausschließlich Fords ein.
In den darauf folgenden Jahren unternahm er nur wenige Startversuche, erst 1958 begann er etwas mehr zu fahren und trat insgesamt zehn Mal an. Dabei kam er sieben Mal in die Top 10 und einmal in die Top 5 im Rennen in North Wilkesboro. Seinen ersten Sieg holte er jedoch erst 1960 in Winston-Salem im Bowman Gray Stadium. In derselben Saison sollten noch zwei weitere Siege auf derselben Strecke folgen. Wie auch schon 1958 kam er sieben Mal in die Top 10. Nebenbei war es das Jahr, in dem er am häufigsten das Rennen ausführte. Insgesamt 766 Mal kam er am Ende einer Runde als Führender über die Ziellinie.
Zwei Jahre später, im Jahre 1963, als eine Fahrer-Karriere sich dem Ende entgegen neigte, erzielte er den letzten Sieg. Im 33. Rennen der Grand National-Saison 1963 gewann er erneut in Winston-Salem. Er gewann als Fahrer in der NASCAR nie auf einer anderen Rennstrecke. Er trat zwar auch noch in einem weiteren Rennen an, dass 1963 in Winston-Salem stattfand, beendete dieses aber nur auf Rang drei, nachdem er als Zweiter gestartet war.
Im Jahre 1964 fuhr er nur noch zwei Rennen. Das erste am 22. August in Winston-Salem, wo er unbedingt gewinnen wollte, nach Handling-Problemen jedoch nur 19. wurde und das zweite Rennen nur einen Tag später am 23. August in Roanoke, Virginia. In diesem Rennen in Roanoke, welches das Letzte seiner werden sollte, startete er von der Pole-Position und kam als Dritter ins Ziel, ein stattlicher Abschied. Insgesamt kam er in seiner Laufbahn als Fahrer in 62 Rennen 34 Mal in die Top-10, 22 Mal in die Top-5. Zudem startete er 14 Mal von der Pole-Position und gewann viermal in Winston-Salem im Bowman Gray Stadium. In seiner gesamten Karriere als Fahrer gewann er rund 20.000 US-Dollar.
Im Jahre 1995 wurde Glen Wood dem Court of Legends in Charlotte, North Carolina hinzugefügt. Im Jahre 1998 wurde er als einer von NASCAR’s 50 Greatest Drivers ausgezeichnet. Woord wurde 2012 in die NASCAR Hall of Fame aufgenommen. Sein Rennteam, Wood Brothers/JTG Racing, ist heute in allen Top-Divisionen der NASCAR aktiv und kann dabei noch immer Erfolge verzeichnen.